# Tomáš Macháč
Tomáš Macháč (ur. 13 października 2000 w Berounie) – czeski tenisista, złoty medalista igrzysk olimpijskich z Paryża (2024) w grze mieszanej, reprezentant kraju w Pucharze Davisa.

## Kariera tenisowa
W rozgrywkach cyklu ATP Tour zwycięzca jednego turnieju z dwóch rozegranych finałów w grze pojedynczej oraz mistrz jednego turnieju w grze podwójnej. Ponadto zwyciężył w sześciu singlowych turniejach rangi ATP Challenger Tour i w czterech singlowych turniejach rangi ITF.
W 2020 podczas French Open zadebiutował w turnieju głównym imprezy wielkoszlemowej. Po wygraniu trzech meczów w kwalifikacjach odpadł w pierwszej rundzie z Taylorem Fritzem.
Od listopada 2021 roku reprezentant Czech w Pucharze Davisa.
W 2024 roku razem z Kateřiną Siniakovą wywalczyli złoty medal w grze mieszanej podczas igrzysk olimpijskich w Paryżu. W finale pokonali parę Wang Xinyu–Zhang Zhizhen 6:2, 5:7, 10–8.
Najwyżej sklasyfikowany w rankingu gry pojedynczej był na 20. miejscu (3 marca 2025), a w klasyfikacji gry podwójnej na 46. pozycji (30 września 2024).

### Finały w turniejach ATP Tour
| Legenda                                      |
| -------------------------------------------- |
| Wielki Szlem                                 |
| Igrzyska olimpijskie                         |
| Tennis Masters Cup / ATP Finals              |
| ATP Masters Series / ATP Tour Masters 1000   |
| ATP International Series Gold / ATP Tour 500 |
| ATP International Series / ATP Tour 250      |

#### Gra pojedyncza (1–1)
| Końcowy wynik | Nr | Data         | Turniej  | Nawierzchnia | Przeciwnik                  | Wynik finału |
| ------------- | -- | ------------ | -------- | ------------ | --------------------------- | ------------ |
| Finalista     | 1. | 25 maja 2024 | Genewa   | Ceglana      | Casper Ruud                 | 5:7, 3:6     |
| Zwycięzca     | 1. | 1 marca 2025 | Acapulco | Twarda       | Alejandro Davidovich Fokina | 7:6(6), 6:2  |

#### Gra podwójna (1–0)
| Końcowy wynik | Nr | Data           | Turniej  | Nawierzchnia  | Partner       | Przeciwnicy                            | Wynik finału |
| ------------- | -- | -------------- | -------- | ------------- | ------------- | -------------------------------------- | ------------ |
| Zwycięzca     | 1. | 11 lutego 2024 | Marsylia | Twarda (hala) | Zhang Zhizhen | Patrik Niklas-Salminen Emil Ruusuvuori | 6:3, 6:4     |

#### Gra mieszana (1–0)
| Końcowy wynik | Nr | Data            | Turniej | Nawierzchnia | Partnerka          | Przeciwnicy              | Wynik finału   |
| ------------- | -- | --------------- | ------- | ------------ | ------------------ | ------------------------ | -------------- |
| Zwycięzca     | 1. | 2 sierpnia 2024 | Paryż   | Ceglana      | Kateřina Siniaková | Wang Xinyu Zhang Zhizhen | 6:2, 5:7, 10–8 |

### Zwycięstwa w turniejach ATP Challenger Tour w grze pojedynczej
| Końcowy wynik | Nr | Data                | Turniej              | Nawierzchnia  | Przeciwnik              | Wynik finału  |
| ------------- | -- | ------------------- | -------------------- | ------------- | ----------------------- | ------------- |
| Zwycięzca     | 1. | 23 lutego 2020      | Koblencja            | Twarda (hala) | Botic van de Zandschulp | 6:3, 4:6, 6:3 |
| Zwycięzca     | 2. | 8 marca 2021        | Nur-Sułtan           | Twarda (hala) | Sebastian Ofner         | 4:6, 6:4, 6:4 |
| Zwycięzca     | 3. | 9 stycznia 2022     | Traralgon            | Twarda        | Bjorn Fratangelo        | 7:6(2), 6:3   |
| Zwycięzca     | 4. | 21 sierpnia 2022    | Grodzisk Mazowiecki  | Twarda        | Zhang Zhizhen           | 1:6, 6:3, 6:2 |
| Zwycięzca     | 5. | 1 października 2023 | Orlean               | Twarda        | Jack Draper             | 6:4, 4:6, 6:3 |
| Zwycięzca     | 6. | 8 października 2023 | Mouilleron-le-Captif | Twarda (hala) | Arthur Fery             | 6:3, 6:4      |